# Trigonocidaris nitidus
Trigonocidaris nitidus is een zee-egel uit de familie Trigonocidaridae.
De wetenschappelijke naam van de soort werd in 1905 gepubliceerd door Ludwig Döderlein.